# 斑點獅子魚
斑點獅子魚為輻鰭魚綱鮋形目杜父魚亞目獅子魚科的其中一種，分布於東北太平洋區，從白令海至美國奧勒岡州海域，棲息深度可達20公尺，為底棲性魚類，體長可達12.7公分，棲息在潮間帶，屬肉食性，生活習性不明。

## 擴展閱讀
維基物種上的相關：斑點獅子魚